# Julio César Serrano
Julio César Serrano (Buenos Aires, 1º marzo 1981) è un ex calciatore argentino, di ruolo centrocampista.